# Elisabeth Dzirma
Elisabeth Andrijevna Dzirma (* 2. Juni 1994 in Dietzenbach) ist eine deutsche Basketballspielerin.

## Leben
Elisabeth Dzirma wuchs in Dietzenbach auf. Im Alter von 9 Jahren motivierte ihr Vater sie, Basketball zu spielen.

## Basketball-Karriere
2010 wechselte sie  ins Grünberger BTI (Basketball Teilzeit Internat). In der Folge spielte sie bei den Bender Baskets Grünberg in der 2. Damen-Basketball-Bundesliga und wurde in die diversen Altersklassen der Jugend-Nationalmannschaften berufen.
Dzirma spielte im Schulteam der Theo-Koch-Schule Grünberg bei der Schul-Weltmeisterschaft in der Volksrepublik China, bei der B-Europameisterschaft U18 in Mazedonien und wurde 2014 mit der Deutschen U20-Jugend-Nationalmannschaft in Sofia B-Europameister.
In der Saison 2013/14 war sie mit einer Doppellizenz auch in der 1. Damen-Basketball-Bundesliga für den BC Marburg spielberechtigt, erhielt aber dort nur in 4 Spielen Kurzeinsätze. Im Sommer 2014 wechselte Dzirma nach Freiburg zum Erstligisten Eisvögel USC Freiburg, wo sie in allen 28 Bundesliga- und Play-off-Spielen eingesetzt wurde und die meiste Spielzeit aller Athletinnen erhielt.

## Erfolge
- 2011 Deutscher Vizemeister mit der WNBL-Mannschaft Team Mittelhessen
- 2013 Deutscher Pokalsieger der U19 des TSV Grünberg[3]